# جنگ ده‌روزه
جنگ ده‌روزه (اسلوونیایی: desetdnevna vojna) (که به جنگ استقلال اسلوونی نیز مشهور است) یک جنگ کوتاه‌مدت بود که در پی استقلال اسلوونی در ۲۵ ژوئن ۱۹۹۱ میان نیروهای دفاع ارضی اسلوونی و ارتش خلق یوگسلاوی درگرفت و در نهایت با پیروزی اسلوونی پایان یافت. این جنگ، اولین جنگ از جنگ‌های یوگسلاو بود.